# NGC 789
NGC 789 is een spiraalvormig sterrenstelsel in het sterrenbeeld Driehoek. Het hemelobject werd op 24 augustus 1865 ontdekt door de Duits-Deense astronoom Heinrich Louis d'Arrest.

## Synoniemen
- PGC 7760
- UGC 1520
- IRAS01595+3149
- MCG 5-5-47
- ARAK 72
- ZWG 503.77
- KUG 0159+318